# Путінею (Телеорман)
Путінею (рум. Putineiu) — село у повіті Телеорман в Румунії. Адміністративний центр комуни Путінею.
Село розташоване на відстані 107 км на південний захід від Бухареста, 30 км на захід від Александрії, 103 км на південний схід від Крайови.

## Населення
За даними перепису населення 2002 року у селі проживали 1372 особи.
Національний склад населення села:
| Національність | Кількість осіб | Відсоток |
| -------------- | -------------- | -------- |
| румуни         | 1210           | 88,2%    |
| цигани         | 162            | 11,8%    |

Рідною мовою назвали:
| Мова      | Кількість осіб | Відсоток |
| --------- | -------------- | -------- |
| румунська | 1211           | 88,3%    |
| циганська | 161            | 11,7%    |